# Periploca tsangii
Periploca tsangii là một loài thực vật có hoa trong họ La bố ma. Loài này được D. Fang & H.Z. Ling mô tả khoa học đầu tiên năm 1994.